# Komitat Ung
Komitat Ung (węg. Ung vármegye, pol. komitat Uż, łac. comitatus Unghvariensis, ukr. Уж – Uż, słow. Uh) – dawny komitat w północno-wschodniej części Królestwa Węgier.
Komitat Ung leżał w zachodniej części Zakarpacia. Północna część obejmowała dolinę Użu wraz z przyległymi terenami Wschodnich Karpat. Południowa część obejmowała tereny dzisiejszej Niziny Wschodniosłowackiej i Niziny Zakarpackiej, sięgając aż do Cisy w okolicy miasta Czop.
Jako że Ung powstał już w XI wieku, był jednym z najstarszych komitatów. Siedzibą władz komitatu był najpierw zamek w Ungwarze, potem miasto Ungwar. Od 1322 roku godność żupana pozostawała w rodzie Drugethów, od 1628 roku dziedzicznie. W okresie przed I wojną światową komitat dzielił się na sześć powiatów i jedno miasto.
Po rozbiorze Węgier na początku XVI wieku Ung, wraz z całym Zakarpaciem, znalazł się pod władzą książąt Siedmiogrodu. Po traktacie w Trianon komitat niemal w całości znalazł się w granicach Czechosłowacji, z wyjątkiem skrawka na południe od Cisy (okolice Záhony), który pozostał przy Węgrzech, a który przyłączono do komitatu Szabolcs. W ramach państwa czechosłowackiego komitat uległ podziałowi między Słowację i Ruś Podkarpacką, a granicę poprowadzono rzeką Uż, pozostawiając miasto po stronie ruskiej, i wzdłuż linii kolejowej Użhorod-Czop. Słowacka część komitatu Ung została przyłączona do słowackiej części komitatu Zemplén. Po stronie ruskiej pozostawiono dotychczasowy podział administracyjny.
Po aneksji Zakarpacia i wschodniej Słowacji przez Węgry w marcu 1939 roku komitat Ung niemal w całości, z wyjątkiem pasa na zachodnim skraju, znalazł się w granicach Węgier. Stanowił wówczas samodzielną jednostkę administracyjną, do której przyłączono północno-wschodnią część dawnego komitatu Zemplén. Po II wojnie światowej i kolejnej zmianie granic wewnętrznych Czechosłowacji (później Słowacji) pozostało 32% powierzchni komitatu. Reszta znalazła się w obwodzie zakarpackim Ukraińskiej SRR (później Ukrainy). Jedynie miasteczko Záhony i jego najbliższe okolice pozostały w granicach Węgier, gdzie w 1923 roku zostały włączone do komitatu Szabolcs, a ostatecznie w 1950 do komitatu Szabolcs-Szatmár-Bereg.
Ung nie stanowi obecnie samodzielnej jednostki administracyjnej, nazwa komitatu nie jest również używana nieoficjalnie jako nazwa regionu.
| Powiaty (járás)                             | Powiaty (járás) |
| Powiat                                      | Siedziba władz  |
| ------------------------------------------- | --------------- |
| Nagyberezna                                 | Nagyberezna     |
| Nagykapos                                   | Nagykapos       |
| Perecseny                                   | Perecseny       |
| Szerednye                                   | Szerednye       |
| Szobránc                                    | Szobránc        |
| Ungvár                                      | Ungvár          |
| Miasta komitackie (rendezett tanácsú város) |                 |
| Ungvár                                      |                 |